# صفقة سلمية (اختلال ضال)
«صفقة سلمية» (بالإنجليزية: A No-Rough-Stuff-Type Deal)‏ هي الحلقة السابعة والأخيرة للموسم الأول من مسلسل إيه إم سي التلفزيوني الدرامي اختلال ضال. كتبها بيتر غولد وأخرجها تيم هنتر، تم بثها على إيه إم سي في الولايات المتحدة وكندا في 9 مارس 2008.

## وصلات خارجية
- «صفقة سلمية» على إيه إم سي (بالإنجليزية)
- «صفقة سلمية» على قاعدة بيانات الأفلام على الإنترنت (بالإنجليزية)